# Eduard Prades
Eduard Prades Reverter (ur. 9 sierpnia 1987 w Alcanar) – hiszpański kolarz szosowy.
Kolarstwo uprawia również jego brat, Benjamín Prades.

## Osiągnięcia
Opracowano na podstawie:

2011
- 1. miejsce na 3. etapie Cinturó de l'Empordà

2013
- 1. miejsce w Troféu Joaquim Agostinho
  - 1. miejsce na 3. etapie

2014
- 2. miejsce w Volta ao Alentejo
  - 1. miejsce na 2. etapie

2015
- 1. miejsce w klasyfikacji górskiej Vuelta a la Comunidad de Madrid
- 1. miejsce na 8. etapie Volta a Portugal
- 1. miejsce w Coppa Sabatini

2016
- 1. miejsce na 1. etapie Grande Prémio Internacional Beiras e Serra da Estrela
- 1. miejsce w Philadelphia International Cycling Classic

2018
- 3. miejsce w Vuelta a Castilla y León
- 2. miejsce w Tour de Yorkshire
- 1. miejsce w Tour of Norway
- 1. miejsce w Presidential Cycling Tour of Turkey

2019
- 1. miejsce na 2. etapie Tour de La Provence
- 3. miejsce w Klasika Primavera
- 1. miejsce w Vuelta a Aragón

2020
- 3. miejsce w Circuito de Getxo

2021
- 2. miejsce w Tour de Vendée

## Rankingi
| Rok              | 2011 | 2012 | 2013 | 2014 | 2015 | 2016 | 2017 | 2018 | 2019 | 2020 | 2021 | 2022 | 2023 | 2024 |
| ---------------- | ---- | ---- | ---- | ---- | ---- | ---- | ---- | ---- | ---- | ---- | ---- | ---- | ---- | ---- |
| World Ranking    |      |      |      |      |      | 413. | 358. | 62.  | 139. | 367. | 361. | 772. | 733. | 255. |
| UCI Europe Tour  | 947. | -    | 146. | 126. | 59.  | 688. | 223. | 15.  | 114. | 300. | 301. | 582. | -    | -    |
| UCI Asia Tour    | -    | -    | -    | 216. | -    | -    | -    | -    |      |      |      |      |      |      |
| UCI America Tour | -    | -    | -    | -    | 209. | 36.  | -    | -    |      |      |      |      |      |      |
|                  |      |      |      |      |      |      |      |      |      |      |      |      |      |      |
| Źródło: UCI      |      |      |      |      |      |      |      |      |      |      |      |      |      |      |